# Франсуа Дюкенуа
Франсуа Дюкенуа  (фр. François Duquesnoy, також Франс Дюкенуа; 12 січня 1597, Брюссель — 12 липня 1643, Ліворно) — відомий італо-фламандський скульптор XVII століття, представник стилю бароко.

## Життєпис

### Ранні роки
Народився в Брюсселі. Походить з родини придворного скульптора Жерома Дюкенуа ерцгерцогів Альбрехта та Ізабели, псевдонезалежних володарів Південних Нідерландів, що належали в той час королям Іспанії. Жером Дюкенуа, якого вважають представником маньєризму — автор цілком реалістичної і популярної скульптури «Хлопчик Піс» (Маннекен Піс), що прикрасив один з фонтанів міста. У родині було два сини, пізніше обидва стали скульпторами. Перших художніх навичок сини набули від батька. Меценатом виступив ерцгерцог Альберт, що надав необхідні кошти для здобуття освіти в Італії.
Франсуа продовжив навчання в Італії, де прожив все життя.

### Італійський період

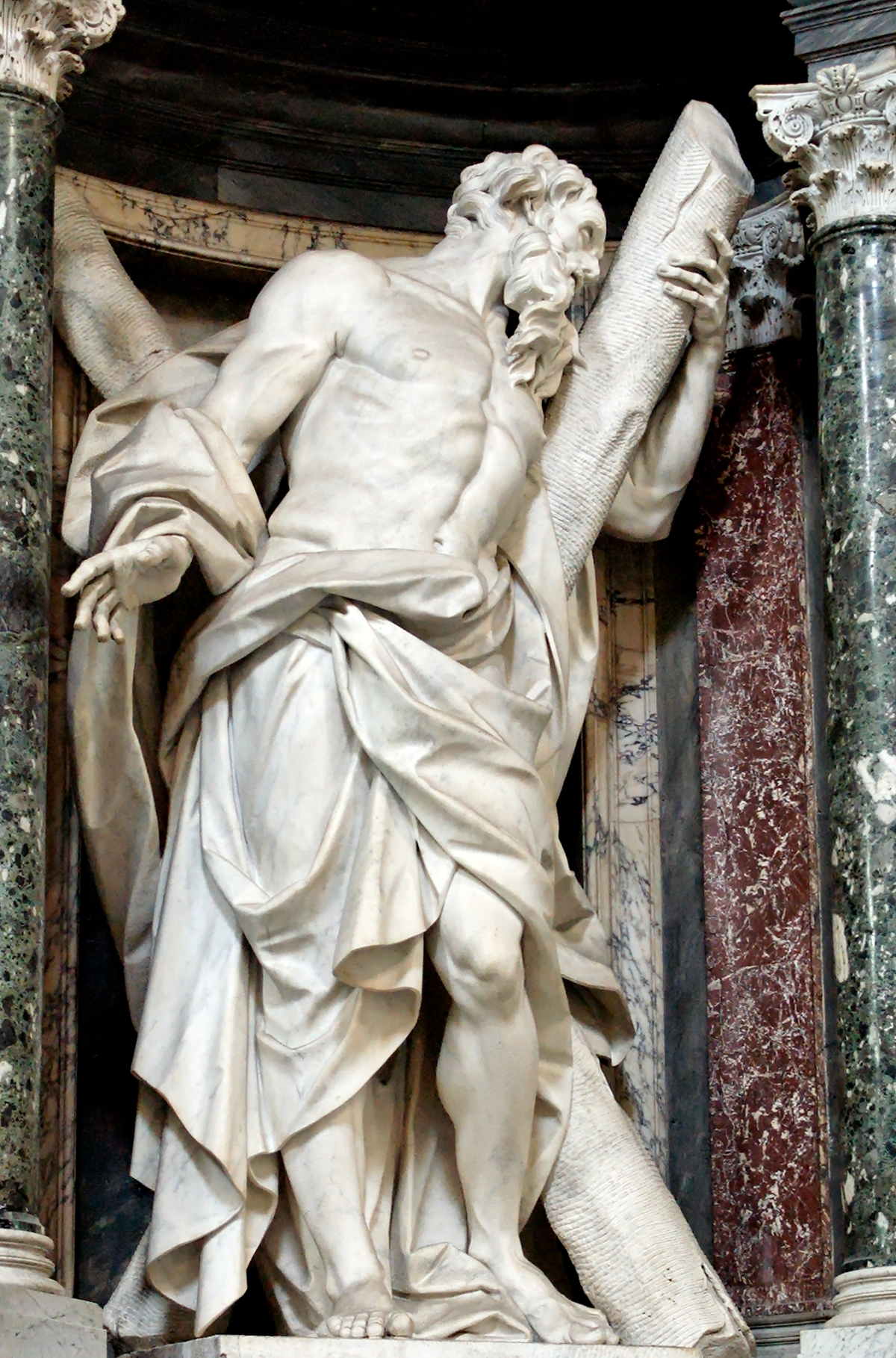
Андрій Первозваний

У 1618 році він прибув до Рима. Франсуа удосконалював майстерність у столиці римських пап, відомому центрі стилю бароко в Європі. Висока обдарованість та наполеглива праця наблизили Дюкенуа до найвідоміших римських майстрів, серед яких Лоренцо Берніні та художник Ніколя Пуссен, з яким у Франсуа склалися дружні стосунки. Серед римських творів майстра:
- барельєф з путті, вілла Доріа-Памфілі
- чотири янголи
- Санта Сусанна в повний зріст
- Св. Андрій Первозваний, базиліка Сан Джованні ін Латерано
- Погруддя Санта Сусанни, варіанти
- Вакх, дрібна бронза, Ермітаж, Петербург тощо.

Як і більшість римських скульпторів, Франсуа Дюкенуа займався реставрацією давньоримських скульптур. Санта Сусанна мала популярність серед нащадків. І у XVIII столітті копії зі скульптури були зроблені французом Гійомом Кусту та відправлені в Париж, тому що скульптуру вважали зразком.

## Смерть
Пуссен листувався з кардиналом Рішельє та порадив кандидатуру Франсуа Дюкенуа на посаду голови Королівської Академії скульптури, яку планували заснувати в Парижі. Франсуа отримав запрошення на роботу в Париж і прибув у Ліворно. Стан художника погіршився через падіння з риштувань ще в Римі та через напади депресії. У Ліворно скульптор передчасно помер. Похований під вівтарем Sant'Andrea della Nazione Olandese-Alemanna в церкві Богоматері.

## Учні Франсуа Дюкенуа
- Артус Квеллінус Старший (1609—1668)
- Ромбоут Паувелс из Мехельна (1625—1700)

## Обрані твори (галерея)

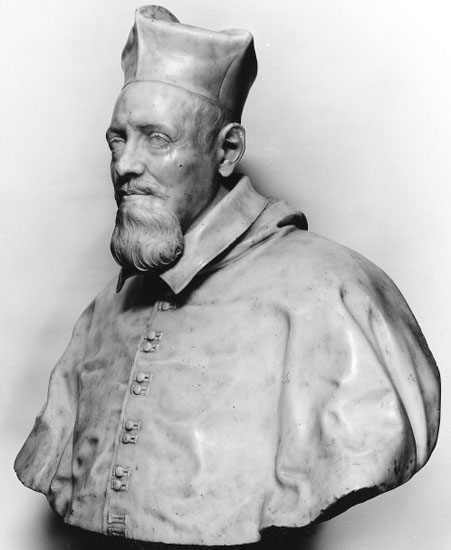
Франсуа Дюкенуа. «Портрет кардинала Гвідо Бентівольо»
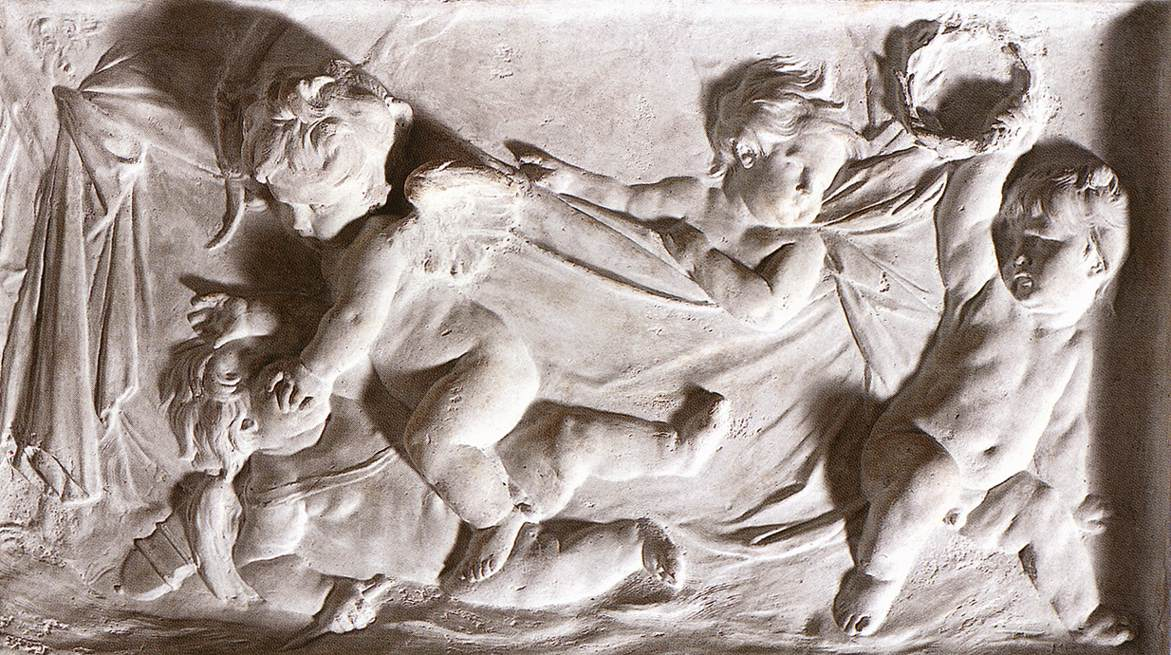
Франсуа Дюкенуа. «Алегорія любові божої і земної грішної», рельєф
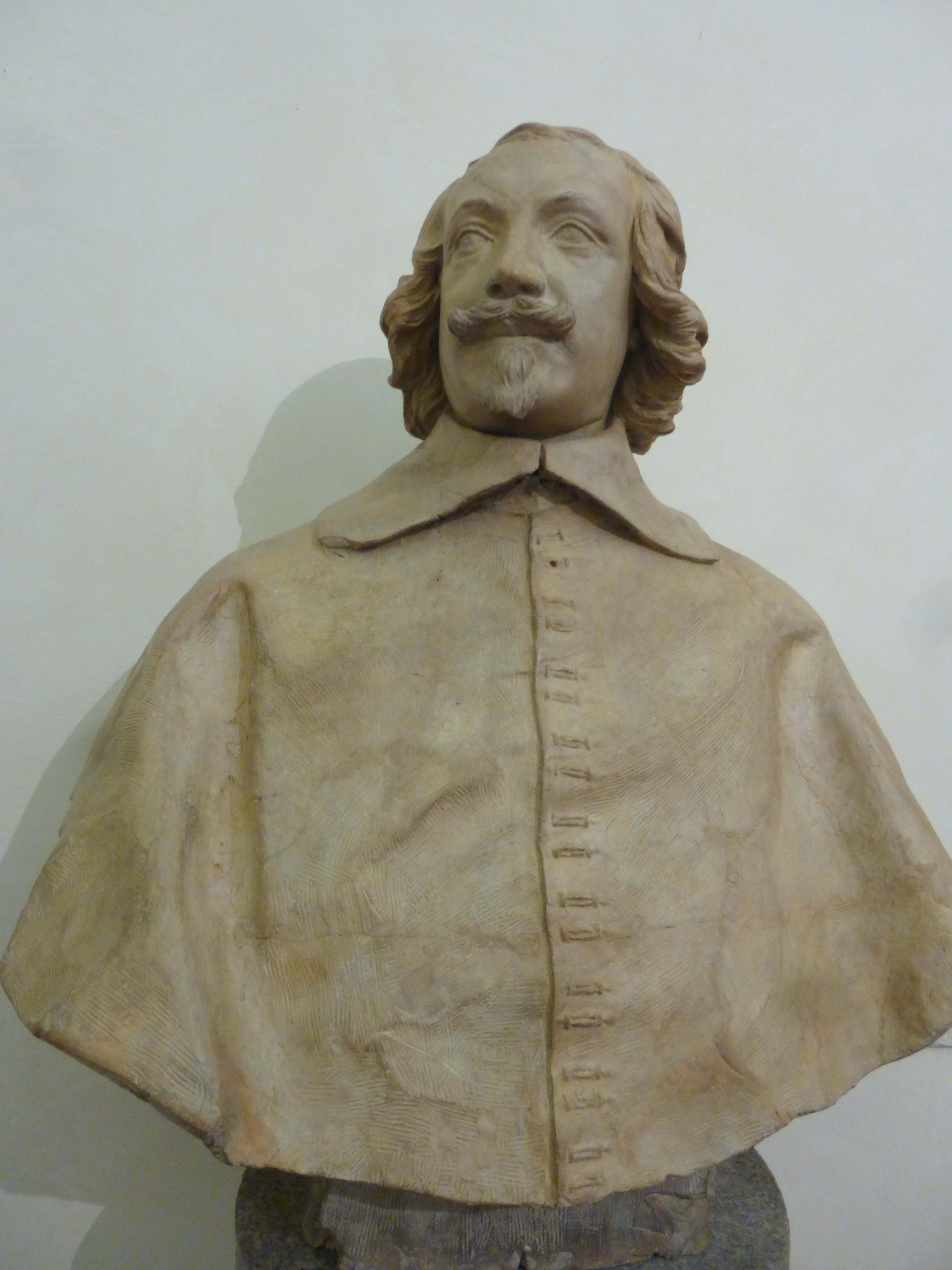
Франсуа Дюкенуа. «Портрет кардинала Мауріціо ді Савойя», теракотаЮ палаццо Браскі, Рим
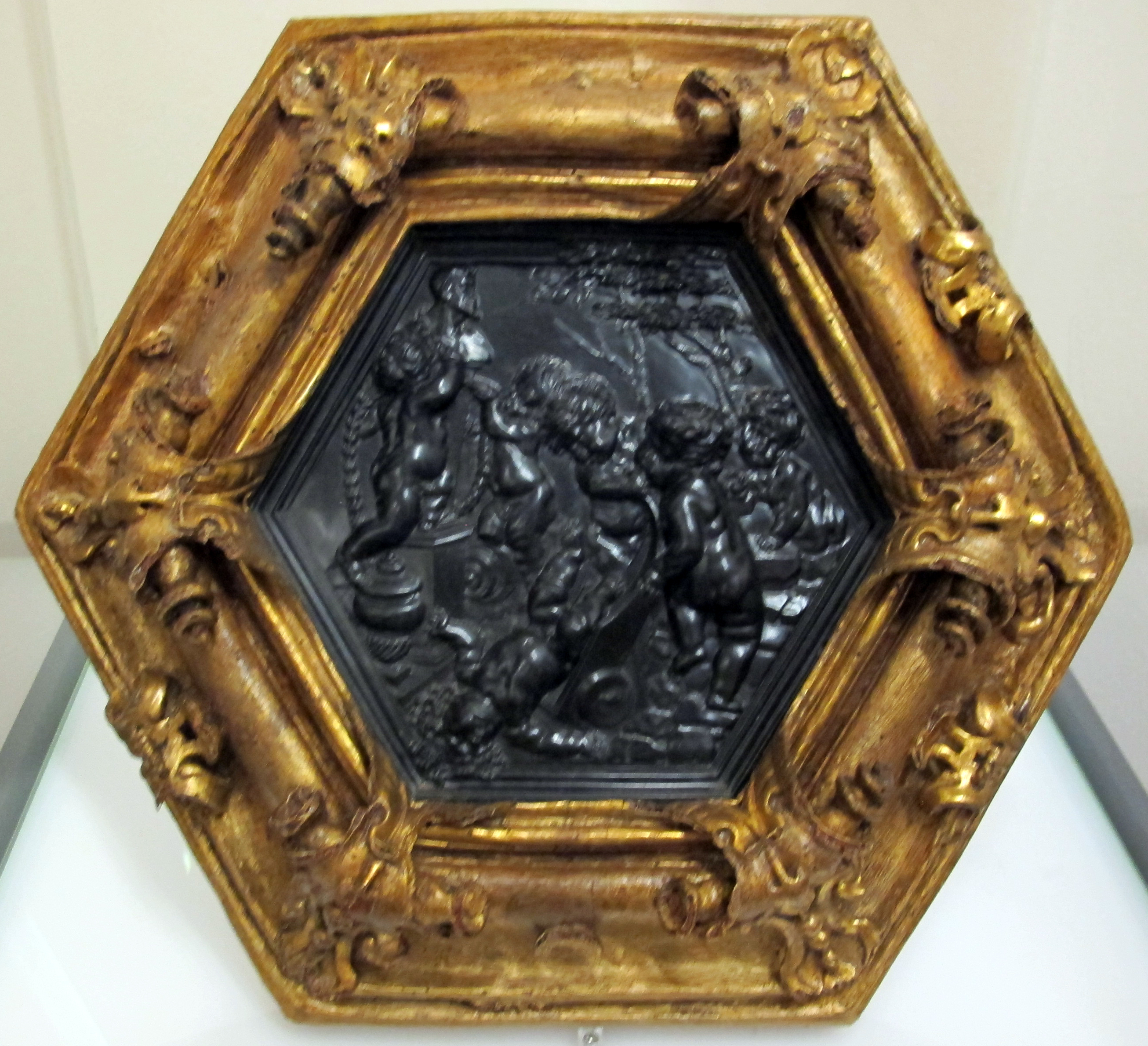
Франсуа Дюкенуа. «Вакханалія путті», рельєф, Музей Каподімонте, Неаполь.